# Le Roi des fougères
Le Roi des fougères est un conte de Jean Anglade publié en 1996.

## Résumé
Le petit Zébédée, Martiniquais, vit à 8 dans 3 pièces à Clermont-Ferrand. Un jour, les profs sont en grève ; il part en forêt et rencontre le Roi des fougères qui l'emmène dans son château (caverne) au milieu des fougères et le fait Prince des fougères. Le roi vend de faux souvenirs aux touristes du Puy-de-Dôme. Zébédée est recherché et il le déguise, mais les gendarmes le retrouvent.